# Partícula α

Emissió d'una partícula α.

Una partícula α és un nucli atòmic constituït per dos protons i dos neutrons, lligats per la força nuclear forta, que s'emet a gran velocitat en la desintegració radioactiva de núclids generalment pesants, com el radi, el tori, l'urani o el plutoni. Té la mateixa constitució que un nucli d'heli i se simbolitza com {\displaystyle {\ce {_2^4He^2+}}}. La seva càrrega elèctrica és positiva, de +2e o 3,204 × 10–19 C i la massa 6,644 656 × 10–27 kg, cosa que equival a una energia de 3,727 38 GeV.
Es generen habitualment en reaccions nuclears o desintegració radioactiva de núclids pesants que es transformen en elements més lleugers mitjançant l'emissió d'aquestes partícules per aconseguir més estabilitat. Quan un nucli radioactiu (nucli pare) emet una partícula α, es transforma en un altre nucli (nucli fill) amb dues unitats menys de nombre atòmic {\displaystyle Z} i quatre menys de nombre màssic {\displaystyle A}. Per exemple, en la desintegració de l'urani 238 (nucli pare) s'obté tori 234 (nucli fill) i la partícula α:
{\displaystyle {}^{2}{}_{92}^{38}{\hbox{U}}\;\to \;{}^{2}{}_{90}^{34}{\hbox{Th}}\;+\;{}_{2}^{4}{\hbox{He}}}o{\displaystyle {}^{238}{\hbox{U}}\;\to \;^{234}{\hbox{Th}}\;+\;\alpha }

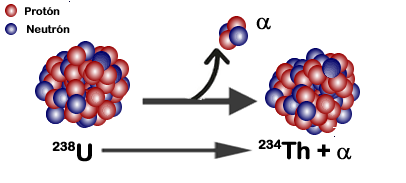

La seva capacitat de penetració és petita, en l'atmosfera perden ràpidament la seva energia cinètica, perquè interaccionen fortament amb altres molècules a causa de la seva gran massa i càrrega elèctrica, generant una quantitat considerable d'ions per centímetre de longitud recorreguda. Per exemple, partícules α amb energies cinètiques entre 4 MeV i 10 MeV recorren distàncies dins de l'aire entre 5 cm i 11 cm; dins de l'aigua el recorregut es troba entre 20 μm i 100 μm.

## Història

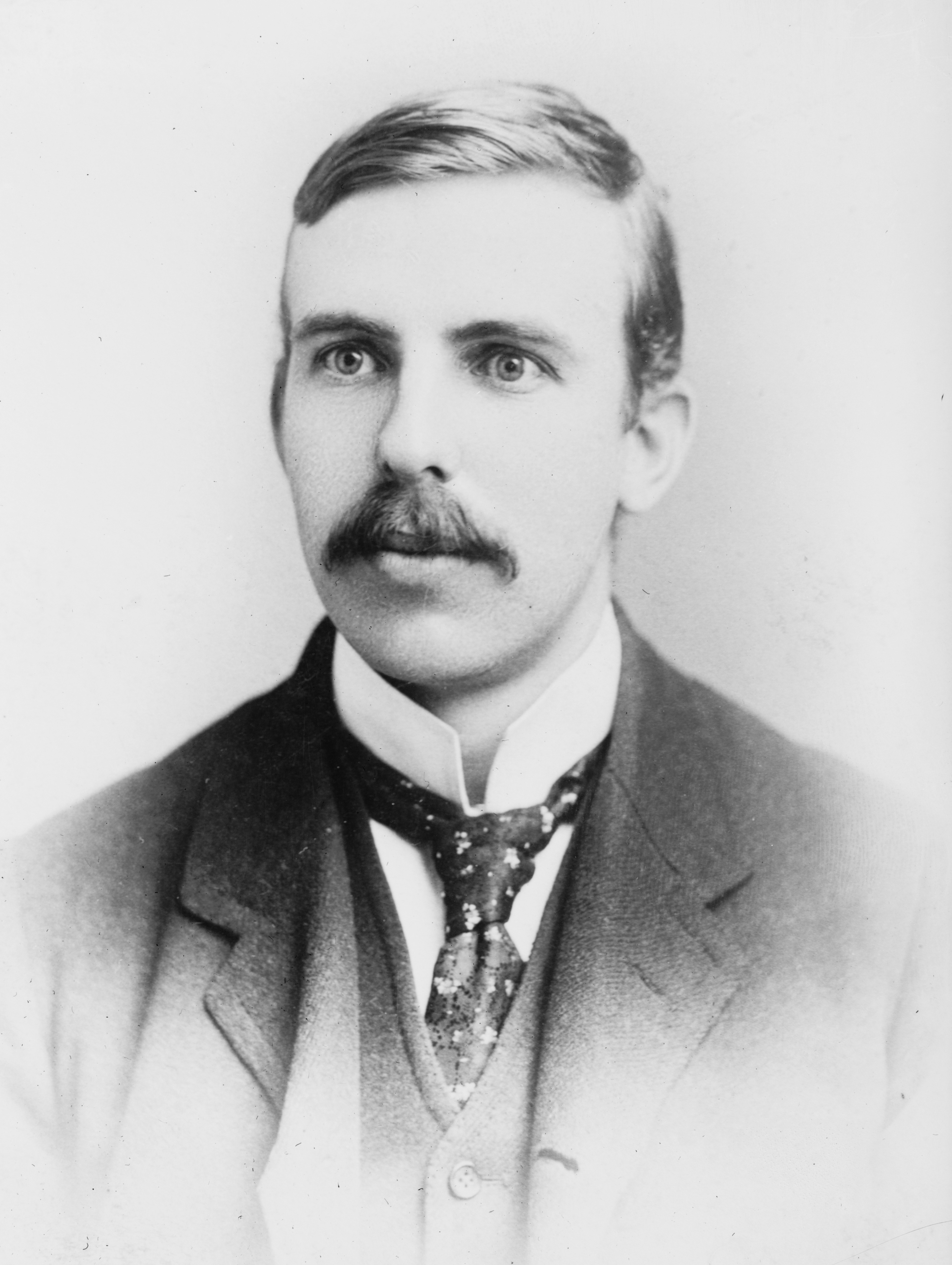
Ernest Rutherford (1871-1937) el 1908.

El 1898 el científic britànic Ernest Rutherford (1871-1937), quan treballava a Universitat McGill de Mont-real (Quebec), utilitzà un electròmetre per mesurar un corrent elèctric creat per la radiació que Antoine Henri Becquerel (1852–1908) havia descobert feia dos anys a una sal d'urani. Estengué una capa uniforme d'una sal d’urani i urani metàl·lic damunt una placa A de zinc, i els raigs emesos ionitzaven el gas entre aquesta placa A i una altra B. La quantitat d’ionització la mesurava pel “corrent de saturació” rebut a B quan la diferència de potencial entre A i B és prou gran per treure tots els ions a les plaques abans que poguessin recombinar-se. Després, Rutherford procedí a cobrir l’urani amb làmines d’alumini de diversos gruixos i a mesurar el corrent mitjançant l'electròmetre. Becquerel ja havia conclòs, el 30 de març de 1896, que la radiació d'urani consistia en raigs absorbits de manera desigual, és a dir, que la radiació d'urani estava formada per dues o més parts diferenciades. Però amb la seva tècnica de plaques fotogràfiques, no pogué anar més lluny. Rutherford trobà que hi havia almenys dos "raigs" diferents emesos per l'urani i els anomenà α i β.
El 1928 el físic rus George Gamow (1904–1968) i, independentment, el físic anglès Ronald W. Gurney (1898–1953) i l'estatunidenc Edward Condon (1902–1974) resolgueren el problema de l'emissió de partícules α via efecte túnel aplicant la mecànica quàntica de recent formulació en aquell moment.
Rutherford i els seus col·laboradors, l'alemany Hans Geiger (1882–1945) i l'anglès Ernest Marsden (1889–1970), utilitzaren partícules α en diferents experiments per investigar l'estructura dels àtoms en làmines metàl·liques primes. Aquest treball, conegut com a experiment de Rutherford (1909–11), donà com a resultat el descobriment del nucli atòmic i les seves dimensions, i el model d'àtom de Rutherford, que l'imaginà com un petit sistema planetari amb partícules carregades negativament (electrons) orbitant al voltant d'un nucli carregat positivament. Més tard, el físic britànic Patrick Blackett (1897–1974) bombardejà nitrogen amb partícules α, transmutant-lo a oxigen, en la primera transmutació nuclear produïda artificialment (1925). Avui dia, les partícules α es produeixen per fer-les servir com a projectils en la investigació nuclear per ionització, és a dir, eliminant els dos electrons dels àtoms d'heli, i després accelerant la partícula ara carregada positivament a altes energies.

## Teoria quàntica de la desintegració α

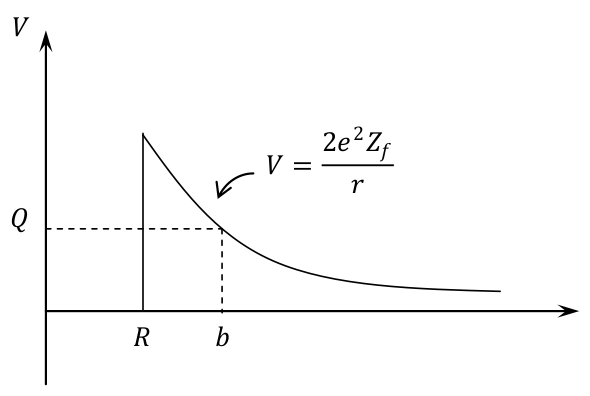
Barrera de potencial en un nucli atòmic de radi R.

Si és energèticament possible que dins d'un nucli atòmic (nucli pare) dos neutrons i dos protons formin una partícula α, quedarà atrapada dins del nucli per una barrera a causa de l'energia de Coulomb o energia elèctrica. L'alçada d'aquesta barrera {\displaystyle E_{p}} és l'energia potencial de Coulomb de la partícula α i el nucli fill de radi R (el nucli que restarà en haver estat emesa la partícula α) que té un valor de 30 a 40 MeV per a un nucli pesant típic. L'expressió és:
{\displaystyle E_{p}={\frac {1}{4\pi \epsilon _{0}}}{\frac {q_{1}q_{2}}{r}}={\frac {(Z-2)e^{2}}{4\pi \epsilon _{0}R}}}
- {\displaystyle q_{1}=2e} és la càrrega elèctrica de la partícula α, essent {\displaystyle e=1,602\times 10^{-19}\;C} la càrrega elemental.
- {\displaystyle q_{2}=(Z-2)e} és la càrrega elèctrica del nucli després de la desintegració (nucli fill), que és responsable de la força de Coulomb.

L'energia de la partícula α es troba normalment en el rang entre 4 MeV i 8 MeV i, per tant, és impossible que la partícula α superi la barrera d'entre 30 i 40 MeV. L'única manera en què la partícula alfa pot escapar és per efecte túnel a través de la barrera. La probabilitat per unitat de temps λ que la partícula α aparegui al laboratori és la probabilitat que penetri a la barrera multiplicada pel nombre de vegades per segon que la partícula α colpeja la barrera en el seu intent d'escapar. Si la partícula α es mou a la velocitat {\displaystyle v} dins d'un nucli de radi {\displaystyle R}, colpejarà la barrera mentre rebota cap endavant i cap enrere dins del nucli a intervals de temps de {\displaystyle 2R/v}. En un nucli pesant amb {\displaystyle R} ∼ 6 fm, la partícula α colpeja la "paret" del nucli unes 1022 vegades per segon.

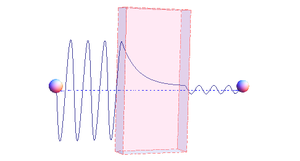
A l'esquerra partícula α, interpretada com una ona, dins del nucli atòmic, pas per efecte túnel a través de la barrera de potencial i partícula α sortint per la dreta.

La probabilitat que la partícula α penetri a la barrera es pot trobar resolent l'equació de Schrödinger per a l'energia potencial elèctrica. Per simplificar aquest càlcul, podem substituir la barrera de Coulomb per una "barrera plana". La probabilitat de penetrar una barrera d'energia potencial ve determinada pel factor exponencial {\displaystyle e^{-2kL}}, on {\displaystyle L} és el gruix de la barrera i on {\displaystyle k={\sqrt {(2m/\hbar ^{2})(E_{p}-E)}}} per a una barrera d'altura {\displaystyle E_{p}} i una partícula d'energia {\displaystyle E}. La probabilitat de desintegració es pot estimar com a
{\displaystyle \lambda ={\frac {v}{2R}}e^{-2kL}}

que inclou tant la velocitat a la qual la partícula colpeja la barrera com la seva probabilitat de penetrar-la.

Aquest diagrama presenta els diferents tipus de radiació ionitzant i la seva capacitat de penetrar la matèria. Un simple full de paper atura les partícules α, mentre que les partícules β ho fan davant un full d'alumini. Els raigs γ s'amorteixen quan penetren matèria densa; calen quatre metres de formigó per a aturar-los

Es pot fer un càlcul exacte de la probabilitat de decadència substituint la barrera de Coulomb per una sèrie de barreres primes i planes que s'escullen per ajustar-se a la barrera de Coulomb el més a prop possible. Aquest càlcul el realitzà per primera vegada l'any 1928 el físic rus George Gamow (1904–1968) i fou una de les primeres aplicacions exitoses de la teoria quàntica. Alguns nuclis poden ser inestables a l'emissió d'altres partícules o col·leccions de partícules.

## Propietats
Els principals radionúclids emissors de partícules α es troben entre els elements més pesants que el bismut (nombre atòmic {\displaystyle Z} = 83) i també entre els elements lantanoides des del neodimi ({\displaystyle Z} = 60) fins al luteci ({\displaystyle Z} = 71). Les vides mitjanes per a la desintegració α oscil·len entre un microsegon (10–6 segons) i uns 1017 segons (més de 3 000 milions d'anys).
La velocitat i, per tant, l'energia cinètica d'una partícula α expulsada d'un nucli donat és una propietat específica del nucli pare i determina el rang característic o la distància que recorre la partícula α. Tot i que s'expulsen a velocitats d'aproximadament una desena part de la velocitat de la llum (~ 30 000 km/s), les partícules α no són gaire penetrants. Per exemple, les partícules α de 4 a 10 MeV dins l'aire només es desplacen entre 5 cm i 11 cm, mentre que dins l'aigua la distància recorreguda és molt més curta (entre 0,02 mm i 0,10 mm). L'abast de les partícules α a l'aire es pot calcular amb les fórmules per a energies de menys de 4 MeV i per a energies entre 4 MeV i 8 MeV, respectivament:
{\displaystyle R_{\alpha }\approx 0,56\cdot E_{\alpha }}{\displaystyle R_{\alpha }\approx 1,24\cdot E_{\alpha }-2,62}essent:
- {\displaystyle R_{\alpha }} l'abast en cm.
- {\displaystyle E_{\alpha }} l'energia cinètica de la partícula α en MeV.[10]

Per altra banda, a causa de la seva elevada massa i càrrega doble positiva, les partícules α tenen un gran poder ionitzant, això és, arrabassen electrons externs de l'escorça dels àtoms que troben en el seu camí, deixant-los carregats positivament.

## Detecció
Hi ha tres tipus de dispositius per detectar partícles α: cambres d'ionització de gasos, centellejadors i detectors de semiconductors.

### Cambres d'ionització

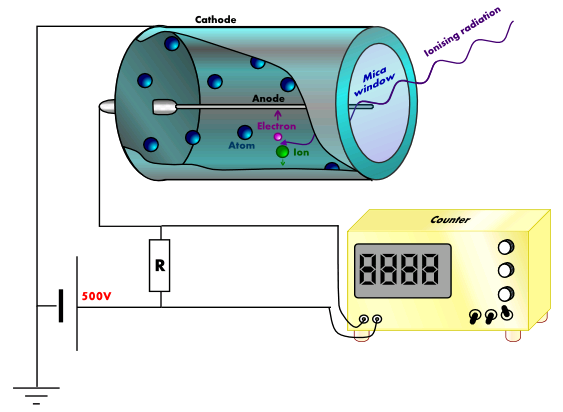
Comptador Geiger-Muller.

En les cambres d'ionització la radiació α es fa entrar dins d'una cambra, on hi ha un gas inert, a través d'una finestra d'uns 50 cm² de superfície i molt prima, generalment de mica de densitat 1,5 – 2,0 mg/cm², que impedeix la sortida del gas però permet l'entrada de la radiació. Les partícules α ionitzen el gas en xocar contra els electrons més externs de l'escorça electrònica dels àtoms del gas. Amb aquests xocs s'expulsen electrons i queden cations de les molècules del gas. Tant uns com els altres són atrets pel camp elèctric que hi ha dins de la cambra produint un corrent elèctric proporcional al nombre de partícules que entren dins de la cambra i que pot ser detectat. Un detector d'aquest tipus és el tub de Geiger-Muller, un cilindre que conté un gas inert al seu interior amb un fil conductor al centre. La diferència de potencial s'estableix entre el fil conductor central i les parets del cilindre. Aquest dispositius no diferencien entre partícules α i β, ja que ambdues són ionitzants. Malgrat això es poden diferenciar per l'altura dels impulsos del circuit comptador, de manera que es poden seleccionar només els impulsos de les partícules α.

### Centellejadors

Esquema d'un detector de centelleigs.

Un centellejador és un tipus de material orgànic o plàstic particular que s'excita emetent fotons quan per ell passa radiació ionitzant, per la qual cosa és utilitzat per a la detecció i mesura de la radioactivitat per mitjà del registre d'aquesta luminescència. Contenen compostos químics que absorbeixen la radiació visible, absorbeixen part de l'energia de la partícula incident i la reemeten en forma de llum, típicament en el rang de la llum visible o ultraviolada. A més, es caracteritzen per la capacitat de fluorescència amb un temps de vida curt, és a dir, que l'il·lumina i s'apaga ràpidament, produint el centelleig. Cal igualment que la fluorescència ocorri el més sovint possible, per això són compostos amb una elevada eficiència quàntica de fluorescència. Aquestes substàncies fluorescents han de ser molt solubles. Als centellejadors orgànics líquids s'usen com a soluts en dissolvents aromàtics. Els centellejadors plàstics, en canvi, es dissolen en polímers.

### Detectors de semiconductors
En els detectors de semiconductors (silici o germani), la radiació ionitzant es mesura pel nombre de portadors de càrrega alliberats en el material del detector que està disposat entre dos elèctrodes, per la radiació. La radiació ionitzant produeix electrons lliures i forats d'electrons. El nombre de parells electró-forat és proporcional a l'energia de la radiació al semiconductor. Com a resultat, es transfereixen un nombre d'electrons de la banda de valència a la banda de conducció i es creen un nombre igual de forats a la banda de valència. Sota la influència d'un camp elèctric, els electrons i els forats viatgen als elèctrodes, on donen lloc a un pols que es pot mesurar en un circuit exterior, tal com descriu el teorema de Shockley-Ramo. Els forats viatgen en sentit contrari i també es poden mesurar. Com que es coneix la quantitat d'energia necessària per crear un parell electró-forat, i és independent de l'energia de la radiació incident, mesurar el nombre de parells electró-forat permet determinar la intensitat de la radiació incident.

## Aplicacions
Les partícules α tenen un poder de penetració baix, però això encara ofereix una sèrie d'aplicacions útils:

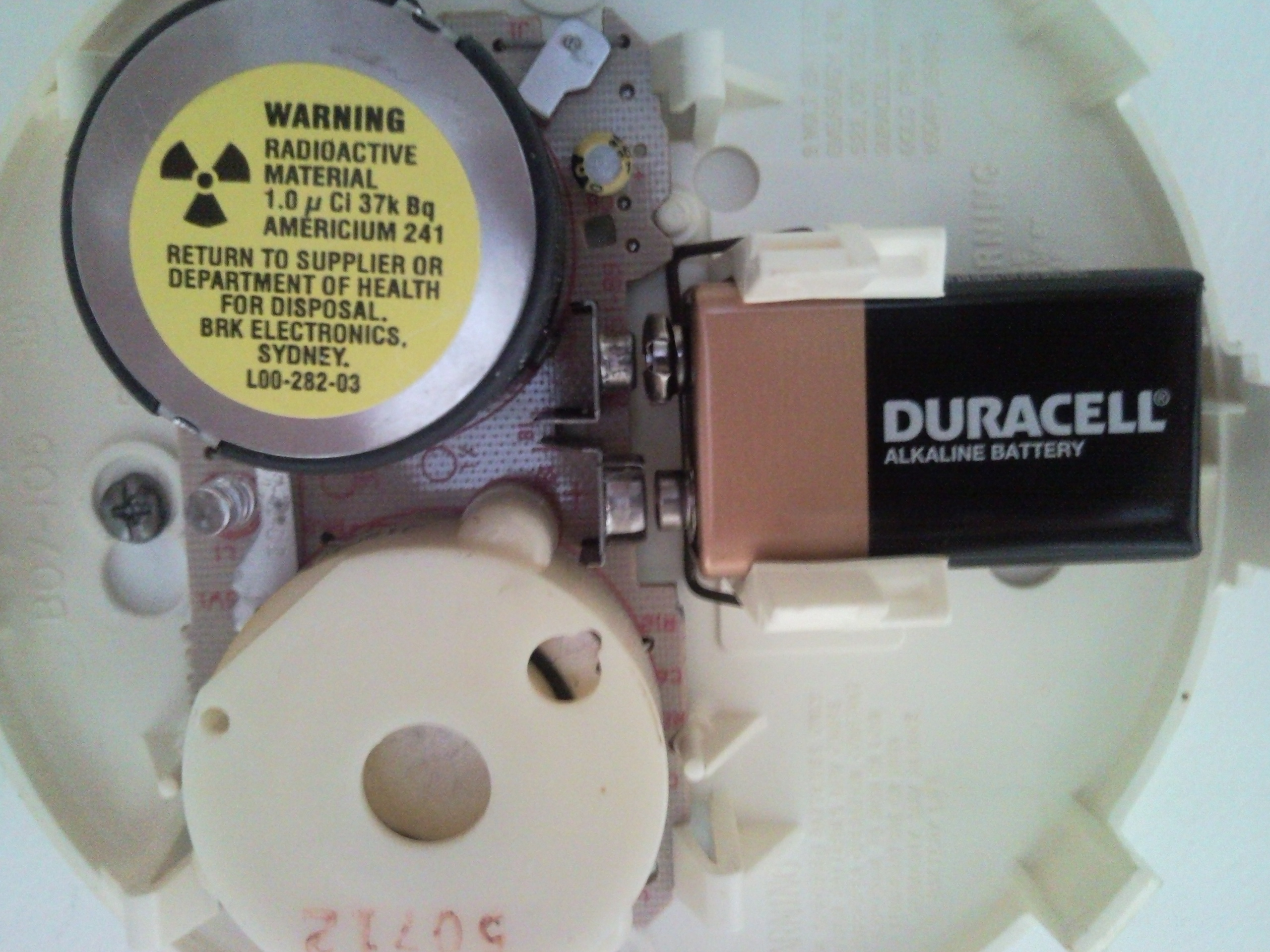
Interior d'un detector de fum d'americi 241.

- Detectors de fum: l'americi 241 s'utilitza habitualment en detectors de fum ionitzants. Les partícules α ionitzen l'aire i els electrons extrets dels àtoms són dirigits per un camp elèctric cap una placa on generen un petit corrent elèctric constant. Si entra fum enmig d'aquest camp elèctric es redueix la quantitat de partícules α que ionitzen l'aire i es redueix el corrent elèctric, la qual cosa activa l'alarma.[14]

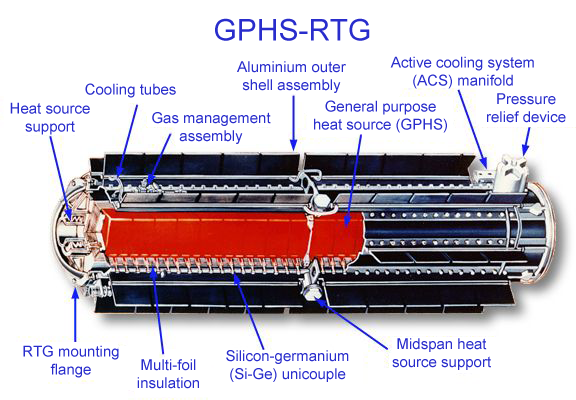
Esquema d'un generador termoelèctric per radioisòtops utilitzat en les sondes espacials Galileo, Ulysses, Cassini-Huygens i New Horizons.

- Els eliminadors d'electricitat estàtica solen utilitzar partícules alfa del poloni 210 per eliminar les càrregues estàtiques dels equips.[14]
- Els generadors termoelèctrics per radioisòtops utilitzen la desintegració α del plutoni 238 per generar calor que es converteix en electricitat, que s'utilitza habitualment en satèl·lits i sondes espacials, com ara les sondes Pioneer 10 i 11 (13,6 kg de Pu-238 cadascuna), Voyager 1 i 2 (37,7 kg de Pu-238 cadascuna), Viking 1 i 2 (15, 2 kg de Pu-238 cadascuna) o els vehicles tot terreny Curiosity i Perseverance (uns 45 kg de Pu-238 cadascun).[15] Aquests dispositius funcionen com una bateria, amb l'avantatge d'una llarga vida útil.[16][14] En aquests generadors l'energia cinètica que duen les partícules α es converteix en electricitat directament mitjançant l'ús d'una sèrie de termoparells, que converteixen la calor en electricitat gràcies a l'efecte Seebeck. Altres bateries que empren estronci 90 s'empren per alimentar dispositius que estan molt aïllats a la Terra i que és complicat substituir-ne bateries convencionals, com ara boies oceàniques, dispositius en els fons oceànics, etc.[14]

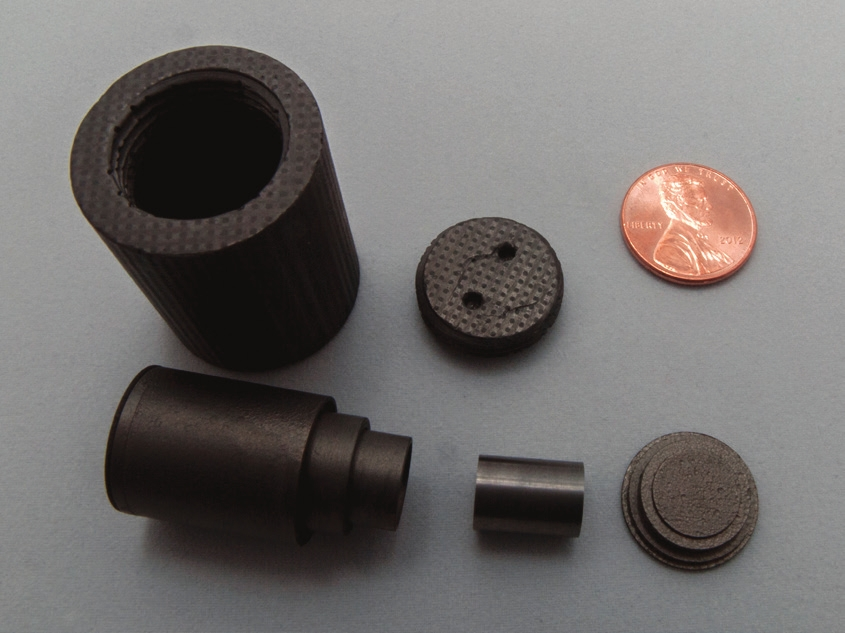
Unitat de calefacció comparada amb un centau de dòlar.

- Les partícules α s'utilitzen per tractar diverses formes de càncer. Aquest procés, anomenat radioteràpia de font no segellada, consisteix a inserir petites quantitats de radi 226 en masses canceroses. Les partícules α destrueixen les cèl·lules canceroses, però no tenen la capacitat de penetració per danyar les cèl·lules sanes circumdants. El radi 226 s'ha substituït principalment per fonts de radiació més segures i efectives, com el cobalt 60. El Xofigo, un medicament de radi 223, s'empra per tractar el càncer d'ossos.[14]
- La radiació α s'utilitza per proporcionar calefacció a alguns sistemes de les naus espacials que necessiten una certa temperatura per funcionar. A diferència dels generadors termoelèctrics de radioisòtops que converteixen la calor en electricitat, els generadors tèrmics de radioisòtops fan ús directe de la calor generada per la desintegració α.[14]

## Perill per a la salut
La radiació externa de les partícules α no presenta cap perill directe per a la salut perquè fins i tot les més energètiques són aturades per la capa epidèrmica de la pell i rarament arriben a capes més sensibles. Es produeix un perill per a la salut quan es menja o s'inhala material contaminat amb radionúclids que emeten α, o s'absorbeix d'una altra manera dins del cos, de manera que els òrgans i teixits més sensibles que la pell queden exposats a la radiació α. Les col·lisions entre les partícules α i els àtoms i molècules del teixit humà poden provocar un desordre de l'estructura química o biològica del teixit.